# Fronte di Liberazione Oromo
Il Fronte di Liberazione Oromo (FLO; in lingua oromonica: Adda Bilisummaa Oromoo, acronimo ABO; in inglese Oromo Liberation Front, acronimo OLF) è un'organizzazione politica costituita nel 1973 da nazionalisti oromo per promuovere l'autodeterminazione del popolo Oromo (anche noto con il termine, oggi ritenuto dispregiativo, "Galla") contro il predominio, percepito come coloniale, abissino (in particolare Amhara). Infatti, per i nazionalisti oromo, l'egemonia degli Amhara ha comportato l'oppressione fino alla soppressione tentata del popolo Oromo e della loro cultura .

## Storia
Il Fronte è stato dichiarato illegale e terrorista dal governo etiope fino alla firma degli accordi (7 luglio 2018) con il Governo guidato dal Primo Ministro Abiy Ahmed che ne hanno riconosciuto la libertà di esercizio dell'attività politica in Etiopia e permesso il rientro degli ex combattenti dai Paesi limitrofi (Eritrea). 
Le attività scoordinate di rientro degli ex combattenti unitamente al crescente sentimento "anti-colonialista" degli Oromo hanno contribuito ad esacerbare il clima politico e sociale del Paese innescando numerose turbolenze, conflitti etnici e sfollamenti di popolazione in quasi tutte le regioni confinanti con la Regione Oromia (tra tutti, il caso umanitario più eclatante è quello dello sfollamento di un milione di profughi negli scontri tra la zona del Guggi Occidentale e i Ghedeo) e al suo interno.

## Risultati elettorali
Il Fronte di Liberazione Oromo, essendo stato a lungo fuorilegge, visto anche la chiusura del sistema politico in Etiopia, non ha partecipato a elezioni politiche fino ad oggi. Ciononostante gode di un vasto consenso della popolazione di etnia oromo.